# Tajuria flabriona
Tajuria flabriona är en fjärilsart som beskrevs av William Chapman Hewitson. Tajuria flabriona ingår i släktet Tajuria och familjen juvelvingar. Inga underarter finns listade i Catalogue of Life.